# Godło Dagestanu
Godło Dagestanu przedstawia stylizowany wizerunek złotego orła z rozpostartymi skrzydłami, a nad nim słońce. Orzeł jest tradycyjnym symbolem szlachetności, odwagi, mądrości i wiary. Pod orłem znajduje się stylizowany wizerunek fal (symbolizujących Morze Kaspijskie) umieszczonych na tle szczytów górskich (oznaczających Kaukaz). Tło godła ma kolor biały. Poza barwą złotą (która jest kolorem większości elementów godła) i białą, u dołu godła znajduje się elementy w kolorach flagi Dagestanu: niebieskim, czerwonym i zielonym oraz nazwa kraju w języku rosyjskim. 
Godło w tej formie zostało przyjęte 20 października 1994 r.

## Historia

Herb regionu Dagestan w 1860
Republika Górska Północnego Kaukazu 1917–1920
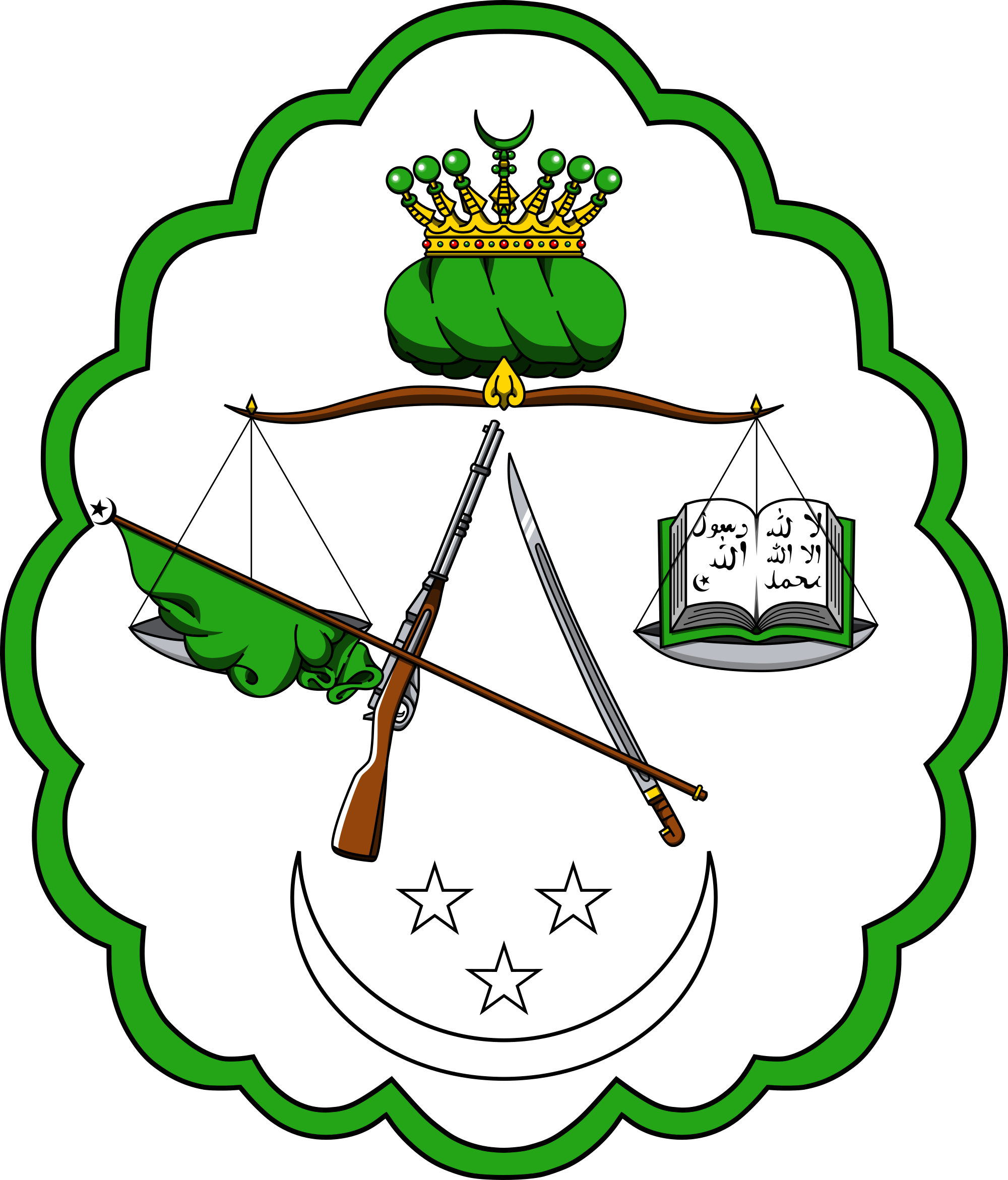
Godło Emirat Północnokaukaskiego 1919–1920
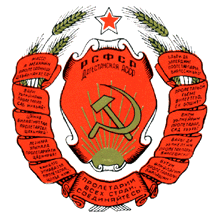
Dagestańska Autonomiczna Socjalistyczna Republika Radziecka 1921–1991